# Sibatania
Sibatania là một chi bướm đêm thuộc họ Geometridae.